# 캐논데일

캐논데일(Cannondale)은 자전거를 공급하는 네덜란드의 복합기업 폰 홀딩스의 미국 부서이다. 본사는 코네티컷주 윌턴에 위치해 있으며 엔지니어링 오피스는 독일 프라이부르크임브라이스가우에 위치한다. 프레임은 타이완에서 제조한다.

## 역사
1971년 프리캐스트 콘크리트 하우징을 제조하기 위해 Joe Montgomery와 Murdock MacGregor가 설립하였다. 나중에 CBS 연구소에서 마이크로필름 재생 개발을 책임지는 부사장을 맡았던 론 데이비스(Ron Davis)가 캐논데일에 합류하였다.

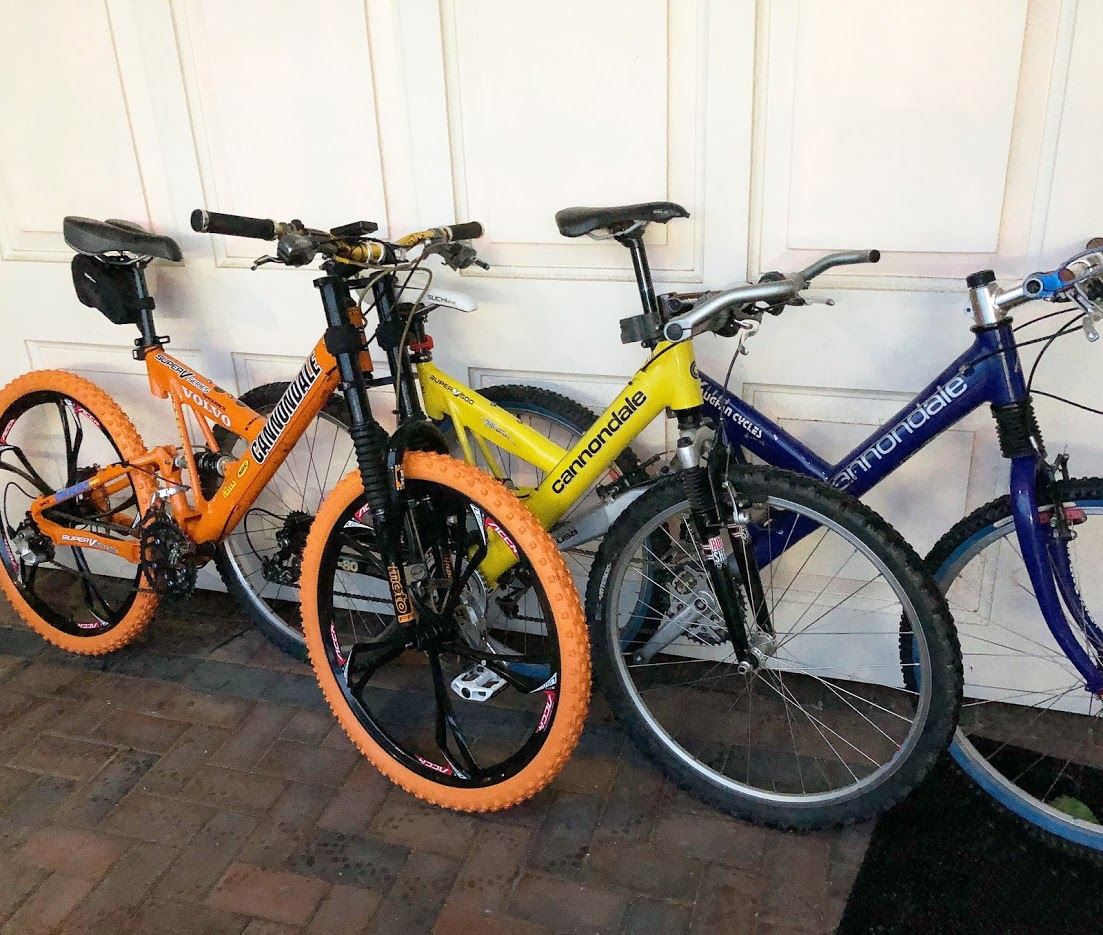
Cannondale Super V
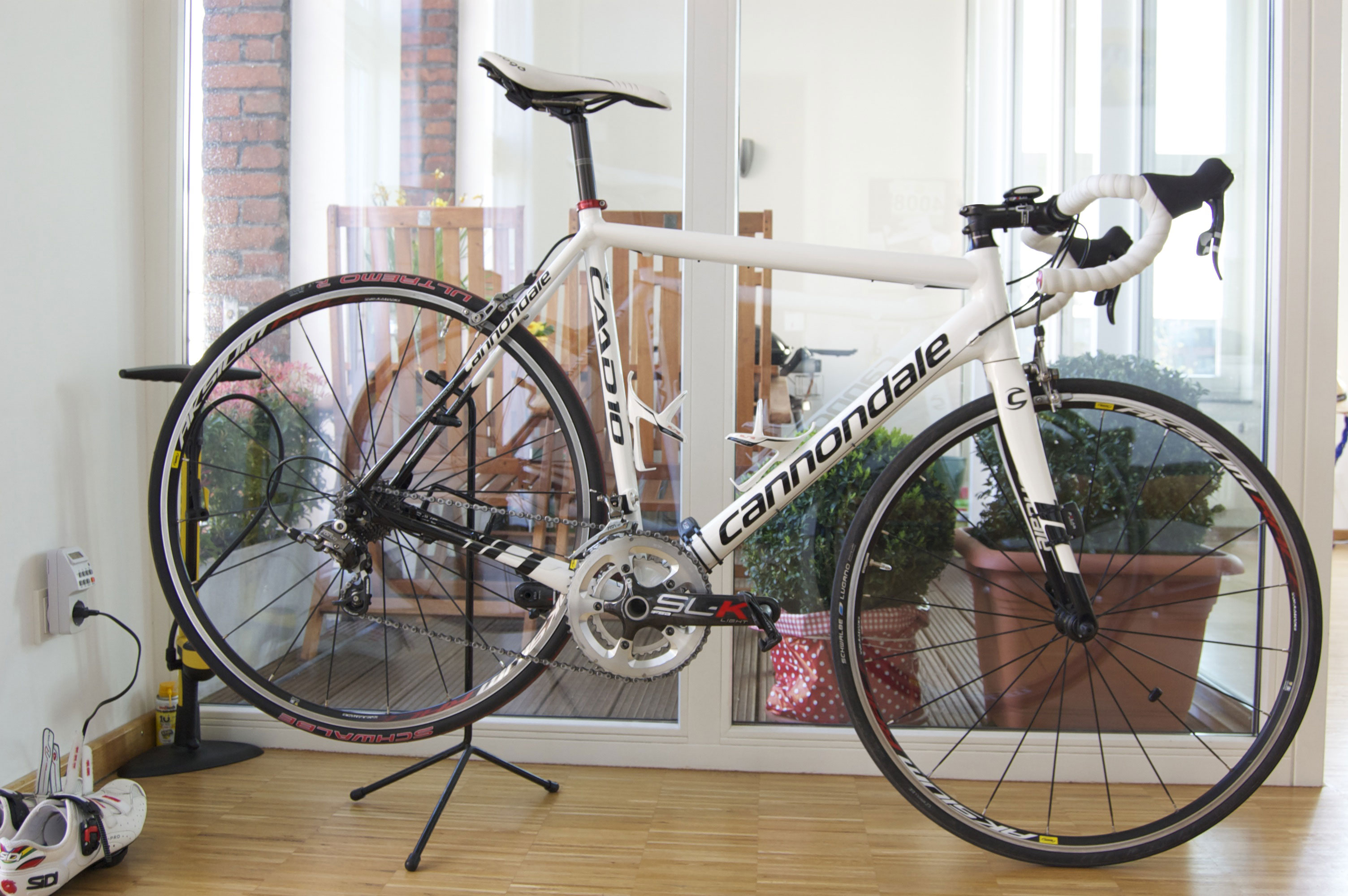
Cannondale CAAD10 (2011)

## 저명한 산악 자전거
- SM-500 (1984)
- Beast of the East
- SE (1991)
- SM 3.0
- Delta V (1992)
- Super V (1993)
- V 4000 (1993)
- Killer V (1994)
- F (1995)
- Super V DH (1996)
- Super V Raven (1997)
- Super V DHF / Fulcrum (1997)
- Jekyll (2001)
- Scalpel (2002)
- Gemini (2003)
- Chase (2005)
- Prophet (2005)
- Rush (2006)
- Judge (2007)
- Perp (2007)
- Taurine (2007)
- Caffeine (2007)
- Moto (2009)
- Rize (2009)
- Flash (2010)
- Jekyll (2011)
- Claymore (2011)
- Trigger 29 (2013)